# Deutsche Bühne

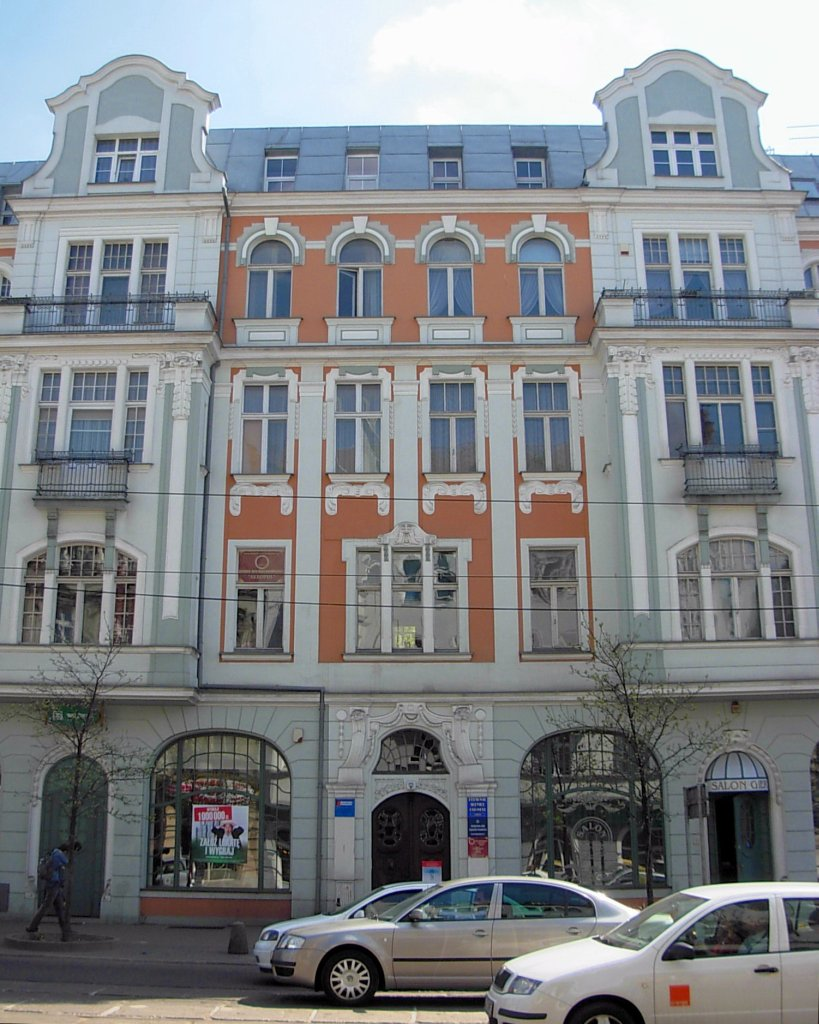
Kamienica przy ul. Gdańskiej 66–68, gdzie mieściło się bydgoskie towarzystwo Deutsches Haus

Deutsche Bühne – niemiecka scena teatralna w Bydgoszczy, funkcjonująca w czasach II Rzeczypospolitej (1920–1939).

## Lokalizacja
Scena niemiecka działała w kompleksie pomieszczeń przy ul. Gdańskiej 52, tzw. Elysium-Theater, wynajmowanych od towarzystwa naukowego Deutsches Haus. W pomieszczeniach tych funkcjonuje dziś Grand Cassino, natomiast na miejscu drewnianego teatru Elysium po II wojnie światowej wybudowano gmach obecnego Teatru Polskiego.

## Budynek
Budynek, w którym mieściła się Deutsche Bühne, wzniesiono w 1882 r. według projektu spółki Anton Hoffmann – Józef Święcicki. Była to skromna drewniana budowla ze sceną oddzieloną od widowni kanałem dla orkiestry. Wnętrze ozdabiała otwarta więźba dachowa z ozdobnie wykończonymi elementami konstrukcyjnymi. Teatr, zwany Victoria-Theater, swoją działalność zainaugurował 16 lipca 1882 r. operetką Johanna Straussa Zemsta nietoperza. W 1892 r. scenę przemianowano na Elysium-Theater. Do 1920 r. wystawiano w niej lekki repertuar – głównie operetki i wodewile. Widownia teatru wynosiła 510 miejsc (dla porównania widownia Teatru Miejskiego miała miejsc 777). W latach 1904–1905 w sąsiedztwie przy ul. Gdańskiej 66-68 wzniesiono dwie wielkomiejskie kamienice, których partery przeznaczone zostały na eleganckie lokale gastronomiczne znane jako Restaurant zum Reichskanzler.

## Historia
Po przejściu Bydgoszczy pod administrację odrodzonego państwa polskiego w 1920 r. zawodowy niemiecki zespół teatralny był zmuszony opuścić wzniesiony w 1896 r. Teatr Miejski. W tej sytuacji mniejszość niemiecka przystąpiła do organizowania amatorskiego ruchu teatralnego, który miał wypełnić lukę po likwidacji teatru zawodowego oraz konkurować z polskimi przedsięwzięciami kulturalnymi. Zespół ten był dotowany przez władze Republiki Weimarskiej, a od 1933 r. III Rzeszy.
Niemiecka scena, która odgrywała ważną rolę w życiu kulturalnym Niemców zamieszkałych w Bydgoszczy w dwudziestoleciu międzywojennym, powstała początkowo jako niewielki teatr amatorski, założony w 1920 r. przez dr. Hansa Tietze, dyrektora prywatnego niemieckiego liceum oraz Willego Damaschke, nauczyciela. Premiera pierwszego spektaklu Die Raüber (Zbójcy) Friedricha Schillera miała miejsce 11 listopada 1920 r. W miarę upływu czasu scena stała się teatrem zawodowym, który zatrudniał aktorów i przekształcił się w instytucję, także muzyczną, mającą zespół operowy i 20-osobową orkiestrę pod batutą dyrektora Bydgoskiego Konserwatorium Muzycznego Wilhelma von Winterfelda. W zespole grali muzycy niemieccy i polscy, z przewagą tych pierwszych. Ewenementem na skalę całej Polski był także młodzieżowy zespół baletowy prowadzony przez choreograf Käthe Toeppe-Plästerer. W opracowaniach historyków można znaleźć opinię, iż na tle innych ówczesnych teatrów niemieckich w Polsce scena ta reprezentowała wysoki poziom.
W 1922 r. powołano do życia Verein-Deutsche Bühne, które reprezentowało teatr przed władzami miejskimi i innymi teatrami. Stopniowo pokonano trudności organizacyjno-finansowe (np. zakupiono kostiumy ze zlikwidowanego teatru w Sopocie). Dyrektorem sceny przez wiele lat był nauczyciel niemiecki Hans Tietze, a od 1937 r. Arnold Sonnenberg i Willi Damaschke.
Repertuar teatru dobierano zgodnie z ideą walki o niemiecką kulturę i sztukę; miał też podtrzymywać ducha narodowego wśród mniejszości. Teatr kierował się wskazówkami otrzymywanymi z Niemiec oraz posyłał do Rzeszy szczegółowe sprawozdania z zakończonych sezonów teatralnych. Wystawiano klasyków niemieckich, zwłaszcza dramaty Schillera, m.in. Zbójcy, Intryga i miłość, Don Carlos, Maria Stuart, Trylogia o Wallensteinie i wojnie trzydziestoletniej. Rzadziej sięgano do twórczości Johanna Wolfganga Goethego oraz Gerharta Hauptmanna i Hermanna Sudermanna. Uwzględniano również pozycje wielkiej klasyki obcej – Szekspira, Augusta Strindberga, George’a Bernarda Shawa. W całym sezonie odbywało się ok. 100 spektakli, z czego połowę przeznaczano na przedstawienia muzyczne.
Widownia teatru była zawsze wypełniona w pełni, do czego przyczynił się repertuar uwzględniający operetki, wodewile, komedie, opery i inne spektakle muzyczne. Na przedstawienia przychodzili także Polacy. W latach 1923–1933 zagrano 25 premier z repertuaru muzycznego. W latach 20. wystawiano m.in. operetki Johanna Straussa i Franza Lehára. Miały też miejsce gościnne występy teatrów z Niemiec, np. w 1928 r. Kammer-Opera z Berlina wystawiła Uprowadzenie z seraju Wolfganga Amadeusza Mozarta. Wilhelm von Winterfeld skomponował specjalnie dla Deutsche Bühne operetkę pt. Tanzerin aus liege (Tancerka z miłości), którą wystawiono w sezonie 1923/24. Spektakl ten, częściowo przekomponowany i przetłumaczony na jeżyk polski przez Zygmunta Urbanyja, wystawiono rok później na scenie Teatru Miejskiego w Bydgoszczy, przy pełnym aplauzie publiczności.
Deutsche Bühne – podobnie jak scena polska – organizowała również uroczystości okolicznościowe, związane z rocznicami dotyczącymi niemieckiej historii i kultury. Ukłonem w stronę społeczności polskiej była na wysokim poziomie przygotowana akademia z okazji 400 rocznicy urodzin Jana Kochanowskiego 3 maja 1930 r. W jej programie znalazły się: uwertura Christopha Willibalda Glucka do Ifigenii w Taurydzie, Stanisława Moniuszki Elegia oraz niemiecka prapremiera Odprawy posłów greckich  Kochanowskiego z muzyką Wilhelma von Winterfelda i pod jego dyrekcją. Niemcy nadali tej uroczystości duży rozgłos, a prasa polska podkreśliła wysoki poziom wykonania koncertu.
Po dojściu Adolfa Hitlera do władzy w Niemczech w 1933 r. nastąpiło przekierowanie repertuaru teatru w stronę ideologii nacjonalistycznej oraz narodowo-socjalistycznej. Zaniechano wystawiania utworów, będących na hitlerowskim indeksie, spadła częstotliwość spektakli muzycznych. W obliczu zaostrzenia sytuacji politycznej między Polską a Niemcami 5 maja 1939 r. starosta bydgoski Julian Suski podjął decyzję o zamknięciu teatru, co spotkało się z gwałtownymi protestami bydgoskich Niemców i ich protektorów z Rzeszy.
Niemiecka scena teatralna w Bydgoszczy w latach 1920–1939 odegrała ważną rolę w życiu muzycznym miasta, nie tylko mniejszości niemieckiej. Mimo zaostrzenia sytuacji po 1933 r., jej działalność, podobnie jak Bydgoskiego Konserwatorium Muzycznego, była przejawem integracji dwóch społeczności Bydgoszczy: polskiej i niemieckiej.